# Seconda guerra civile liberiana
La seconda guerra civile liberiana incominciò nel 1999 quando il gruppo armato denominato Liberiani Uniti per la Riconciliazione e la Democrazia (LURD), invase la parte settentrionale della Liberia con l'appoggio del vicino governo guineano. La guerra durerà fino al 2003, quando Charles Taylor, stretto dal LURD a nord e dal Movimento per la Democrazia in Liberia (MODEL) a sud, scapperà in Nigeria.
La seconda guerra civile liberiana è stata preceduta dalla prima guerra civile che ebbe luogo tra il 1989 e il 1997.

## Avvenimenti
In occasione delle elezioni presidenziali del 1997 fu eletto Charles Taylor, il quale era entrato nella capitale Monrovia con l'uso della forza. Il malessere era comunque molto diffuso nel Paese e si fece sentire nel grave decadimento economico e nella vendita di diamanti e legna in cambio di armi.
Dopo l'elezione di Taylor a presidente, nel Paese fu raggiunta la pace e la smobilitazione militare. Ciononostante, alcuni capi politici furono costretti a lasciare il Paese e l'ULIMO, organizzazione fedele al precedente governo Doe, si tramutò in LURD (Liberiani Uniti per la Riconciliazione e la Democrazia) e cominciò a combattere nella contea di Lofa, a nord del Paese, con l'obiettivo di destabilizzare il governo e ottenere il controllo dei giacimenti di diamanti. Tutto ciò diede inizio a una nuova guerra civile, successiva a quella di pochi anni prima.
All'inizio del 2003 un secondo gruppo ribelle, il MODEL (Movimento per la Democrazia in Liberia), guidato da Thomas Nimely, entrò in Liberia dal sud e, tra il giugno e il luglio dello stesso anno, il governo Taylor controllava solo un terzo del Paese.
Tra il 14 luglio e il 18 agosto, il LURD arrivò a Monrovia, la quale era ancora sotto il controllo del governo. La battaglia costò la vita a più di un migliaio di civili e si concluse solo grazie all'intervento delle forze internazionali che fermarono le ostilità e diedero inizio al processo di pace.
La guerra si concluse nell'ottobre 2003, quando le Nazioni Unite e gli Stati Uniti intervennero per bloccare l'assedio delle forze ribelli a Monrovia, mentre il presidente Taylor fu costretto a rifugiarsi in Nigeria. Le successive elezioni presidenziali del 2005 videro la vittoria di Ellen Johnson Sirleaf, che dunque divenne Presidente della Repubblica.